# Pik (sjöväsen)
Pik är ett utrymme i fartyg under däck längst förut, förpik, och längst akterut, akterpik. Pikarna används som förrådsrum för tågvirke, färg etc. Ibland förekommer även piktankar längst för- och akterut i fartyg. De används för färskvattenförråd eller som barlasttankar med vilka fartygets jämvikt kan justeras.
Pik kallas även yttersta ändan av en gaffel-, loggert- eller latinsegelrå.